# Imanbek
Иманбе́к Мара́тович Зейке́нов (каз. Иманбек Маратұлы Зейкенов; род. 21 октября 2000, Аксу, Казахстан), более известен под псевдонимом Imanbek — казахстанский диджей и музыкальный продюсер. В 2019 году он стал всемирно известным благодаря своему ремиксу на песню Saint Jhn «Roses», за которую получил музыкальную премию «Грэмми-2021», став первым музыкантом из Казахстана, получившим Грэмми, а также первым музыкантом из СНГ и бывшего СССР, получившим Грэмми в категории неклассической музыки.

## Карьера
Происходит из подрода иман рода басентиын племени аргын. Иманбек родился в городке Аксу Павлодарской области. В Казахстане, он играл на гитаре, когда ему было 8 лет. Во время учёбы в Железнодорожном колледже  начал работать на железнодорожной станции в Аксу, но продолжил заниматься ремиксами с 2017 года, когда ему было 17 лет. Он сделал ремикс на «Roses», ранее выпущенный гайано-американским рэпером Saint Jhn. Ремикс был сделан без участия Saint Jhn, поскольку попытки Иманбека Зейкенова связаться с ним в Instagram провалились, и он не получил ответа. Ремикс на эту песню появился в большом количестве чартов по всей Европе, включая Бельгию, Венгрию, Нидерланды, Польшу и Швецию, и стала номером 3 в мировом топе Shazam. Исходя из успеха и популярности ремикса, оригинальная песня, записанная в 2016 году, появилась в чартах US Billboard, British Singles Chart и чартах других стран, таких как Австрия, Канада, Дания, Франция, Германия, Ирландия в 2019 году.
В ноябре 2020 года Иманбека номинировали на премию «Грэмми» за лучший ремикс (Roses). 14 марта 2021 года было объявлено о победе Иманбека в этой номинации. Иманбек стал первым музыкантом из Казахстана, получившим Грэмми, а также первым музыкантом из СНГ и бывшего СССР, получившим Грэмми в категории неклассической музыки.
В мае 2025 года выпустил гимн для турнира по CS2 — PGL Astana 2025.

## Дискография

### Мини-альбомы
| Название                     | Детали                                                                                   |
| ---------------------------- | ---------------------------------------------------------------------------------------- |
| Bang (совместно с Ритой Ора) | - Релиз: 12 февраля 2021 - Лейбл: Asylum, Atlantic - Формат: Цифровая загрузка, стриминг |

### Синглы
| Название                                                                 | Год  | Высшая позиция в чартах | Высшая позиция в чартах | Высшая позиция в чартах | Высшая позиция в чартах | Высшая позиция в чартах | Высшая позиция в чартах | Высшая позиция в чартах | Высшая позиция в чартах | Высшая позиция в чартах | Высшая позиция в чартах | Высшая позиция в чартах | Сертификации | Альбом                      |
| Название                                                                 | Год  | UK                      | AUS                     | FRA                     | GER                     | ITA                     | NED                     | NOR                     | NZ                      | SWE                     | SWI                     | US                      | Сертификации | Альбом                      |
| ------------------------------------------------------------------------ | ---- | ----------------------- | ----------------------- | ----------------------- | ----------------------- | ----------------------- | ----------------------- | ----------------------- | ----------------------- | ----------------------- | ----------------------- | ----------------------- | --- | --------------------------- |
| «Roses (Imanbek Remix)» (совместно с Saint Jhn)                          | 2019 | 1                       | 1                       | 2                       | 3                       | 4                       | 1                       | 4                       | 1                       | 4                       | 2                       | 4                       | - RIAA: платиновый - ARIA: 3 × платиновый - BEA: платиновый - BPI: платиновый - BVMI: платиновый - IFPI DEN: платиновый - RMNZ: 2 × платиновый - SNEP: бриллиантовый | While the World Was Burning |
| «I’m Just Feelin’ (Du Du Du)» (совместно с Мартином Дженсеном)           | 2020 | —                       | —                       | —                       | —                       | —                       | —                       | —                       | —                       | 99                      | —                       | —                       | | Внеальбомные синглы         |
| «Brother Louie» (совместно с Vize и Дитером Боленом и при участии Leony) | 2020 | —                       | —                       | —                       | 64                      | —                       | —                       | —                       | —                       | —                       | —                       | —                       | | Внеальбомные синглы         |
| «Blackout» (при участии Tory Lanez)                                      | 2020 | —                       | —                       | —                       | —                       | —                       | —                       | —                       | —                       | —                       | —                       | —                       | | Внеальбомные синглы         |
| «Too Much» (совместно с Marshmello и при участии Ашера)                  | 2020 | —                       | —                       | —                       | —                       | —                       | —                       | —                       | —                       | —                       | —                       | —                       | | Внеальбомные синглы         |
| «Kill Me Better» (совместно с Don Diablo при участии Тревора Дэниела)    | 2020 | —                       | —                       | —                       | —                       | —                       | —                       | —                       | —                       | —                       | —                       | —                       | | Внеальбомные синглы         |
| «Big» (совместно с Ритой Орой и Давидом Гетта, при участии Gunna)        | 2021 | —                       | —                       | —                       | —                       | —                       | —                       | —                       | —                       | —                       | —                       | —                       | | Внеальбомные синглы         |
| «Leck» (совместно с Моргенштерном и Fetty Wap)                           | 2021 | —                       | —                       | —                       | —                       | —                       | —                       | —                       | —                       | —                       | —                       | —                       | | Внеальбомные синглы         |
| «Big» (совместно с Cher Lloyd)                                           | 2021 | —                       | —                       | —                       | —                       | —                       | —                       | —                       | —                       | —                       | —                       | —                       | | Внеальбомные синглы         |
| «Sweet Dreams» (совместно с Alan Walker)                                 | 2021 | —                       | —                       | —                       | —                       | —                       | —                       | —                       | —                       | —                       | —                       | —                       | | Внеальбомные синглы         |
| «Bam» (совместно с KDDK & Ya Rick)                                       | 2021 | —                       | —                       | —                       | —                       | —                       | —                       | —                       | —                       | —                       | —                       | —                       | | Внеальбомные синглы         |
| «Fighter» (совместно с LP)                                               |      |                         |                         |                         |                         |                         |                         |                         |                         |                         |                         |                         | |                             |

### Другие релизы
У Imanbek есть ряд других релизов, в частности:
- «Take Me» (совместно с ONEIL)
- «Hot» (совместно с Parah Dice)
- «Smoke It Up» (совместно с Stephanskiy)
- «Dope»
- «Clandestina» (совместно с FILV & Edmofo при участии Emma Peters)
- «Romantic Dance» (DJ Dimixer при уч. Murana)
- «Too Much» (совместно с Marshmello при участии Usher)
- «Bang Bang» (совместно с Rita Ora[36])
- «Dancing on dangerous» (совместно с Sean Paul при участии Sofiya Reyes и Ya Rick)
- «Baddest» (совместно с Cher Lloyd)
- «Sweet Dreams» (совместно с Alan Walker)
- «Bam» (совместно с KDDK и Ya-Rick)
- «Groove» (совместно с Lost frequencies)
- «break it» (совместно с Dj Snake при участии Drake)
- «Love pokes» (совместно с Selena Gomez)
- «Sensitivity» (совместно с Ariana Grande при участии Billie Eilish)
- «Жөст май өнивөрс» (при участии Kairat Nurtas)
- «Fla» (совместно с MC Sajlaubek)
- «My Rose» (совместно с Роза Рымбаева)
- «Belly Dancer» (совместно с BYOR)
- «Love Me Again» (совместно с Dua Lipa)
- «Saint» (совместно с Aarne, Russ Millions и G Herbo)

## Фильмография
- 2023 — телесериал «Завод» — Иманбек, лучший рабочий завода (серии 1—5)